# سیارک ۱۸۵۳
سیارک ۱۸۵۳ (به انگلیسی: 1853 McElroy، نامگذاری:1957XE) هزار و هشتصد و پنجاه و سومین سیارک کشف شده‌است که در ۱۵ دسامبر ۱۹۵۷ کشف شد.
قدر مطلق سیارک برابر ۱۰٫۵۰ است.